# Biedrzychów (Sainte-Croix)
Pour les articles homonymes, voir Biedrzychów.
Biedrzychów est une localité polonaise de la gmina d'Ożarów, située dans le powiat d'Opatów en voïvodie de Sainte-Croix.